# Atlantska trgovina robljem
Atlantska trgovina robljem odvijala se preko Atlantskog oceana od 16. do 19. stoljeća.
Velika većina robova prevezena u Novi svijet bili su Afrikanci iz središnjih i zapadnih dijelovima Afrike. Prodavali su ih Afrikanci europskim trgovcima robljem, koji su ih tada prevozili do kolonija u Sjevernoj i Južnoj Americi. Bilo ih je tako puno, da su Afrikanci bili najbrojnije imigrantsko stanovništvo Sjeverne i Južne Amerike prije kraja 18. stoljeća. Južnoatlantski ekonomski sustav usmjerio se na proizvodnju robe i odjeće koja se prodavala u Europi i dovela je do povećanje broja afričkih robova u Novom svijetu. To je bilo presudno za one europske zemlje koje su se u 17. i 18. stoljeća, natjecale u razvoju inozemnih carstava.
Afrikanci i njihovi potomci bili su pravno vlasništvo njihovih vlasnika. Prodavali su se na tržnicama s robama i uslugama.
Portugal se prvi uključio u trgovinu robljem u Novom svijetu, a drugi su uskoro slijedili. Robovi su se prevozili na brodovima brzo i jeftino. Radili su na plantažama kave, duhana, kakaoa, pamuka i šećera, u rudnicima zlata i srebra, na rižinim poljima, u građevinarstvu, sječi drva za brodove i u kućama kao sluge.
Najviše su u atlantsku trgovinu robljem bili uključeni: Portugalci, Britanci, Francuzi, Španjolci, Nizozemci te Amerikanci. Procijenjuje se, da se radili oko 12 milijuna robova, koji su preveženi u Novi svijet.
Trgovina robljem ponekad se u Africi naziva holokaust ili velika katastrofa.